# Боумистер, Джей
Джей Дэ́ниел Боумистер (англ. Jay Daniel Bouwmeester; род. 27 сентября 1983, Эдмонтон) — канадский хоккеист. Олимпийский чемпион 2014 года, двукратный обладатель Кубка мира (2004 и 2016) и двукратный чемпион мира (2003 и 2004) в составе сборной Канады. Обладатель Кубка Стэнли 2019.
На драфте НХЛ 2002 года был выбран в 1-м раунде под общим 3-м номером клубом «Флорида Пантерз». 27 июля 2009 года подписал контракт с «Калгари Флэймз», в 2013 году обменян в «Сент-Луис Блюз» на право выбора в первом раунде драфта 2013 года, а также защитника Марка Кундари и права на вратаря Рето Берра.
Рекордсмен НХЛ среди защитников по количеству сыгранных подряд матчей (737). Серия прервалась 23 ноября 2014 года из-за травмы Джея.
Несмотря на многолетнюю карьеру в НХЛ, Джей так и не забросил в плей-офф ни одной шайбы, сыграв 75 матчей.
С 12 июня 2019 года является членом «тройного золотого клуба».
11 февраля 2020 года в матче с «Анахаймом» у защитника случился сердечный приступ. После чего на лёд больше не выходил, а 11 января 2021 года объявил о завершении карьеры игрока.

## Достижения
- Лучший драфт-проспект CHL 2002
- Участник матча молодых звёзд НХЛ 2003
- Двукратный участник матчей всех звёзд НХЛ (2007 и 2009)
- Чемпион мира 2003, 2004
- Олимпийский чемпион 2014
- Обладатель Кубка мира 2004, 2016
- Обладатель Приза Кларенса Кэмпбелла 2019
- Обладатель Кубка Стэнли 2019 (Сент-Луис Блюз)
- Член «тройного золотого клуба» (2019)

## Статистика
| Легенда | Легенда                    | Легенда | Легенда                   | Легенда | Легенда    |
| ------- | -------------------------- | ------- | ------------------------- | ------- | ---------- |
| И       | Количество проведённых игр | Штр     | Штрафное время            | +/−     | Плюс-минус |
| Г       | Голы                       | П       | Голевые передачи          | О       | Очки       |
| -       | Статистика неизвестна      | —       | Статистика не учитывалась |         |            |